# Galluis
Galluis là một xã của Pháp, nằm ở tỉnh Yvelines trong vùng Île-de-France.
Người dân ở đây trong tiếng Pháp gọi là Galluisiens.

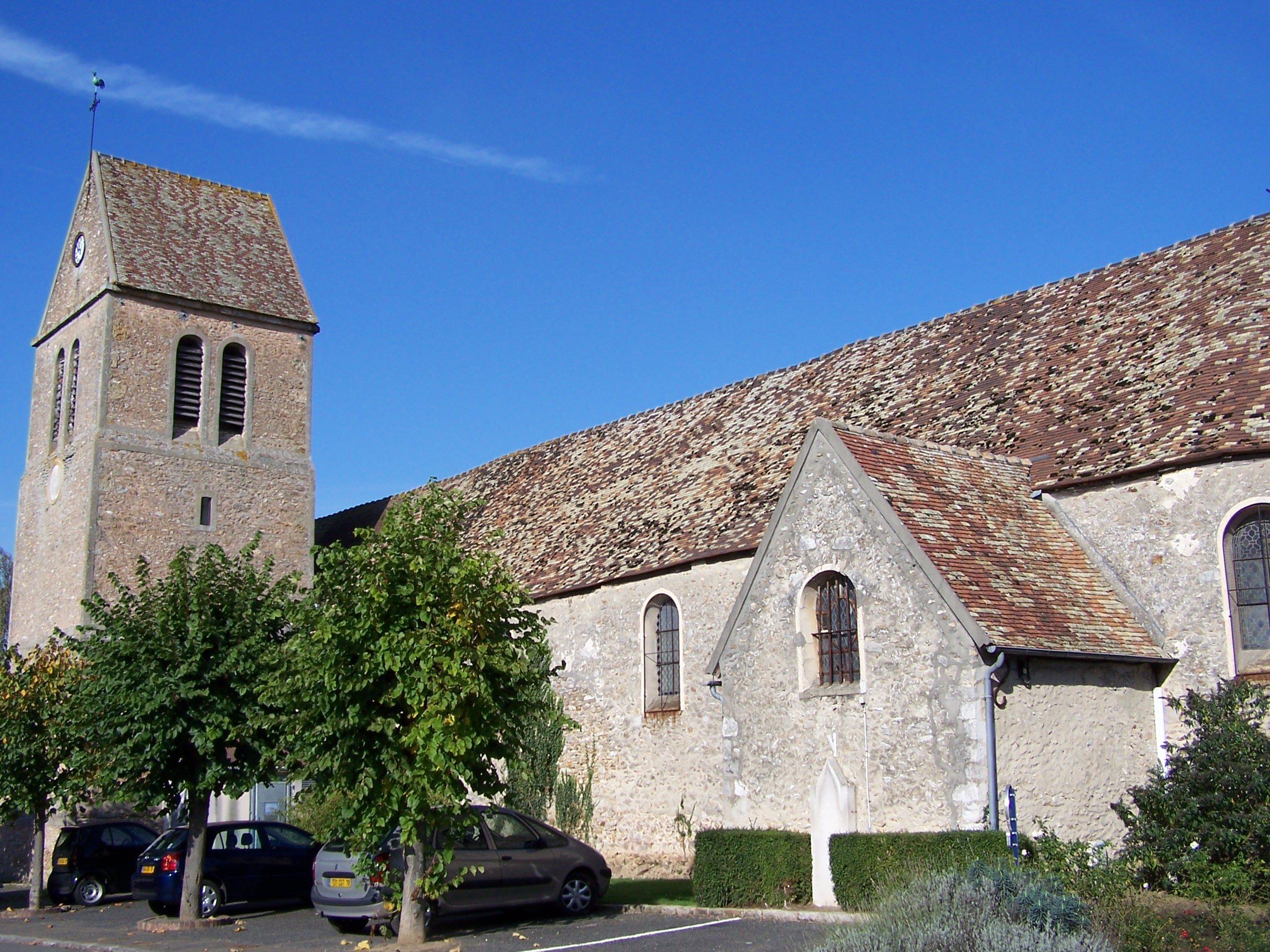
Nhà thờ Saint-Martin

Các xã giáp ranh gồm: Méré về phía đông-đông-nam, Grosrouvre về phía tây nam, La Queue-les-Yvelines về phía tây và Boissy-sans-Avoir về phía bắc.